# Maartensdijk
Maartensdijk est un village situé dans la commune néerlandaise de De Bilt, dans la province d'Utrecht. Le 1er janvier 2004, le village comptait 5 280 habitants.

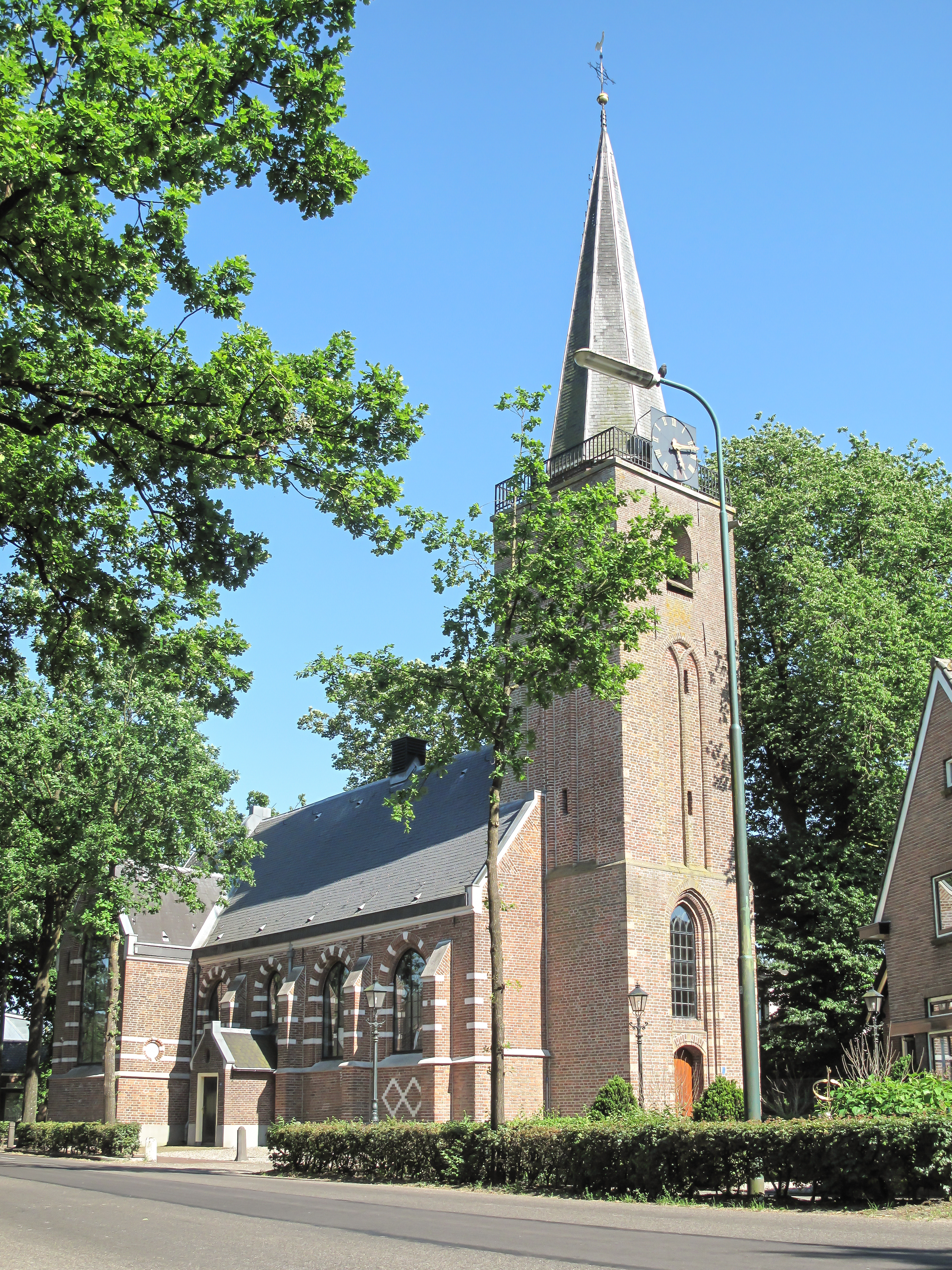
Maartensdijk, église protestante